# Barbula novae-caledoniae
Barbula novae-caledoniae är en bladmossart som beskrevs av C. Müller 1898. Barbula novae-caledoniae ingår i släktet neonmossor, och familjen Pottiaceae. Inga underarter finns listade i Catalogue of Life.